# Альціон білошиїй
Альціо́н білошиїй (Todiramphus chloris) — вид сиворакшоподібних птахів родини рибалочкових (Alcedinidae). Мешкає в Африці, Азії і Океанії. Виділяють низку підвидів.

## Опис

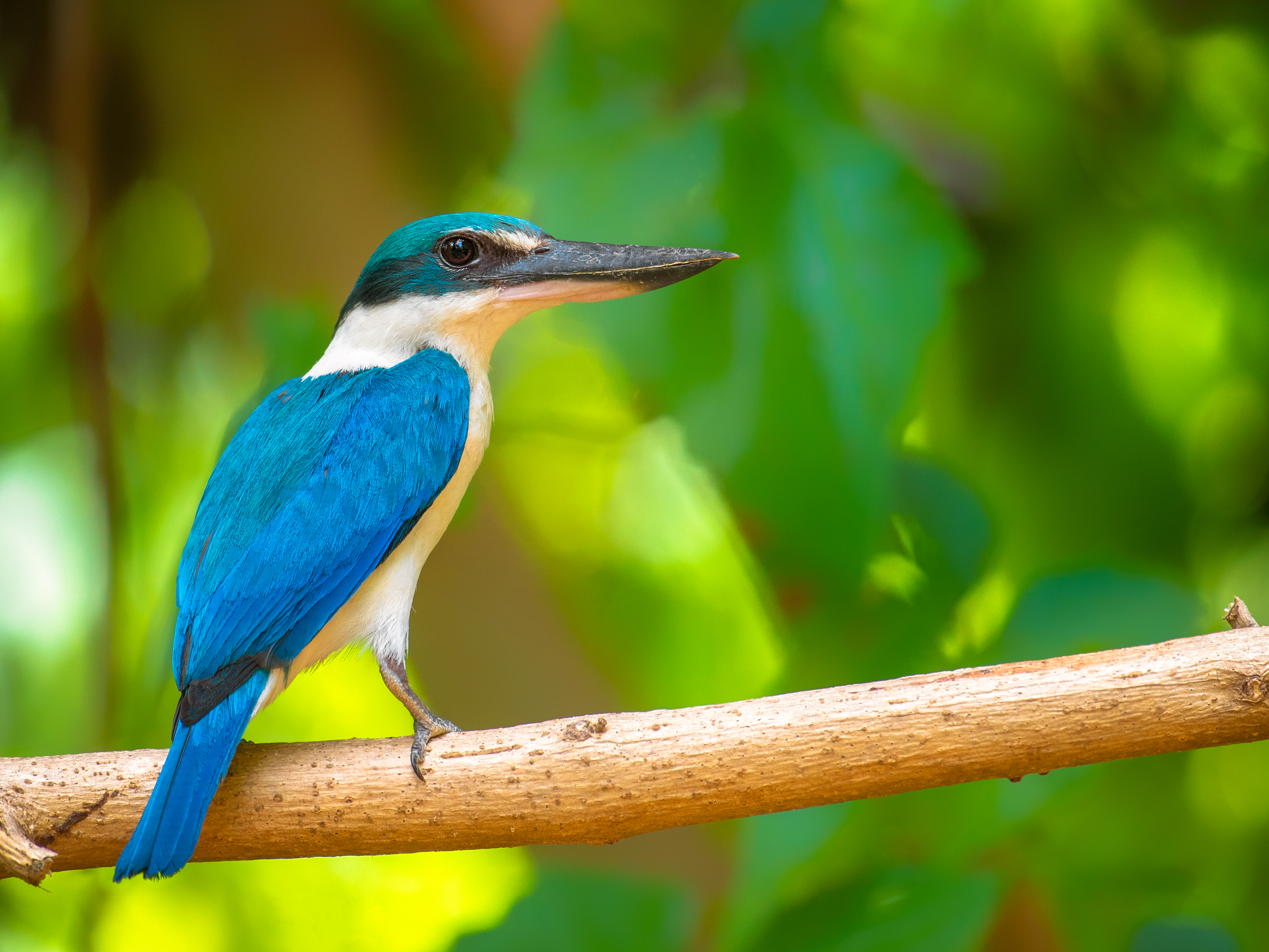
Білошиїй альціон (підвид T. c. collaris, Філіппіни)

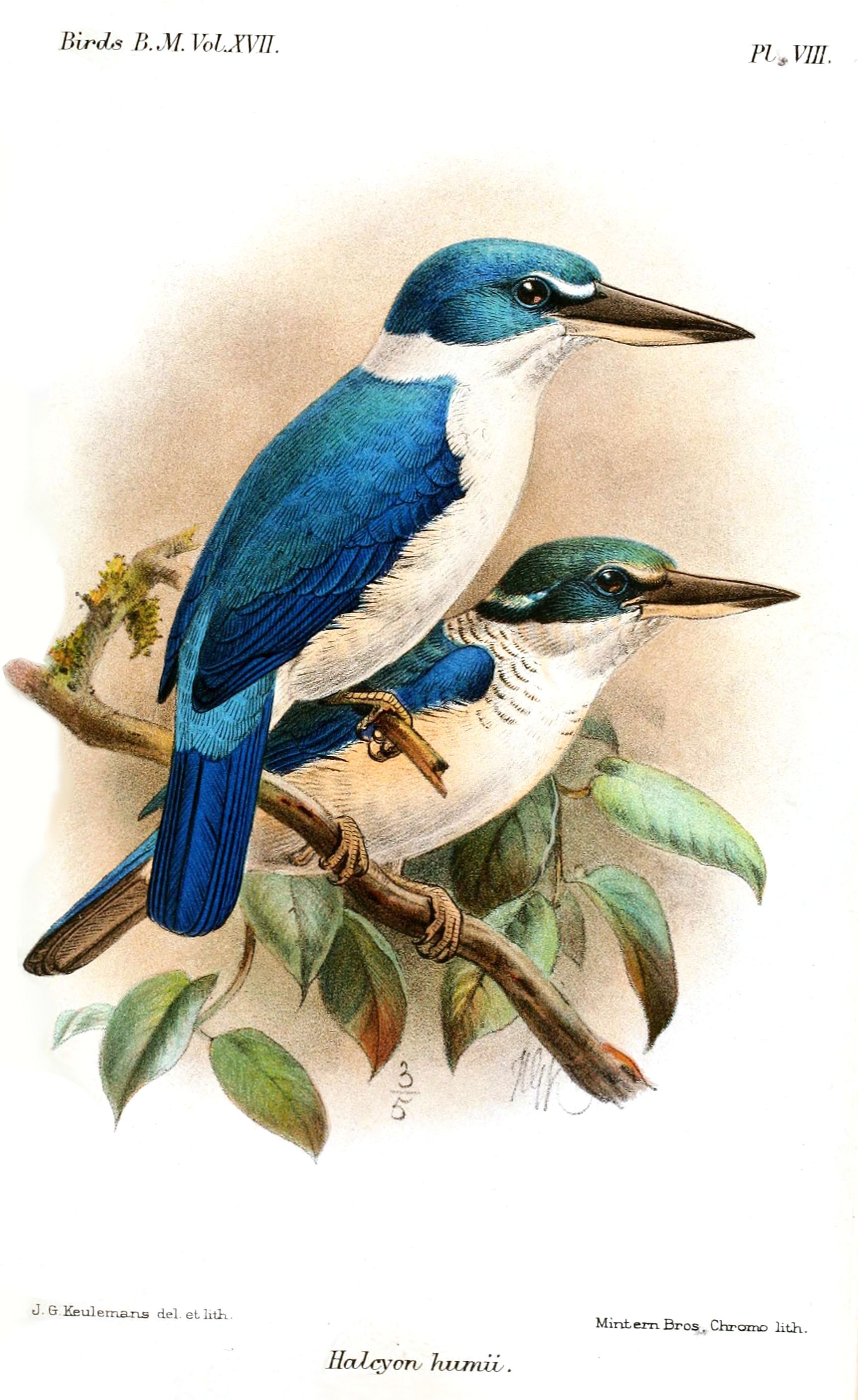
Білошиїй альціон (підвид T. c. humii)

Довжина птаха становить 22—25 см, самці важать 51—90 г, самиці 54—100 г. Забарвлення верхньої частини тіла варіюється від синього до зеленого, в залежності від підвиду, нижня частина тіла біла або охриста. На задній частині шиї білий «комірець». У представників одних підвидів над очима є білі або охристі смуги, у представників інших підвидів між очима і дзьобом є білі плями, або через очі проходять чорні смуги. Дзьоб великий, міцний, чорний, знизу біля основи жовтуватий. Самиці, як правило, мають більш зелене забарвлення, ніж самці. Молоді птахи мають тьмяніше забарвлення, на шиї і грудях у них є темний, лускоподібний візерунок.

## Таксономія
Білошиїй альціон був описаний французьким натуралістом Жоржем-Луї Леклерком де Бюффоном в 1779 році в праці «Histoire Naturelle des Oiseaux». Науково вид був описаний в 1783 році, коли голландський натураліст Пітер Боддерт класифікував його під назвою Alcedo chloris у своїй праці «Planches Enluminées». Типовою міцевістю виду є острів Буру в Індонезії.

### Підвиди
Виділяють чотирнадцять підвидів:
- T. c. abyssinicus (Pelzeln, 1856) — узбережжя південної частини Червоного моря;
- T. c. kalbaensis (Cowles, 1980) — північний схід Аравії (Хор-Кальба, Хор-Шінас[en]);
- T. c. vidali (Sharpe, 1892) — західне узбережжя Індії (від Ратнагірі до Керали);
- T. c. davisoni (Sharpe, 1892) — Андаманські і Кокосові острови (Бенгальська затока);
- T. c. occipitalis Blyth, 1846 — Нікобарські острови;
- T. c. humii (Sharpe, 1892) — узбережжя Західного Бенгалу, Бангладеш, М'янми (зокрема, на островах Мьєй[en]) і Малайського півострова, північно-східна Суматра і острів Тіоман[en];
- T. c. armstrongi (Sharpe, 1892) — внутрішні райони М'янми, південь Таїланду і Індокитаю;
- T. c. laubmannianus (Grote, 1933) — Суматра (за винятком північного сходу), острови Банка і Белітунг, Калімантан і сусідні острови;
- T. c. chloropterus (Oberholser, 1919) — острови на захід від Суматри;
- T. c. azelus (Oberholser, 1919) — острів Енгано (на південний захід від Суматри);
- T. c. palmeri (Oberholser, 1919) — острови Ява, Балі, Бавеан і Канґеан[en];
- T. c. collaris (Scopoli, 1786) — Філіппіни;
- T. c. chloris (Boddaert, 1783) — острови Сулавесі, Сангіхе[en], Талауд[en], Банґґаї[en] і Сула[en], Молуккські острови, Малі Зондські острови, острови Раджа-Ампат і північний схід Нової Гвінеї (півострів Чендравасіх);
- T. c. teraokai (Kuroda, Nagamichi, 1915) — Палау.

Узбережні, острівні, маріанські, меланезійські і садові альціони раніше вважалися конспецифічними з білошиїм альціоном, однак були визнані окремими видами.

## Поширення і екологія
Білошиї альціони поширені від Червоного моря через Південну і Південно-Східну Азію до Мікронезії. Вони живуть у мангрових і тропічних лісах, на морських узбережжях, у лиманах, на полях і плантаціях, у парках і садах. Зустрічаються на висоті до 1500 м над рівнем моря. Живляться невеликими крабами, а також комахами, червами, молюсками, креветками, дрібними ящірками, жабами і рибами, іноді також дрібними птахами. Білошиї альціони чатують на здобич, сидячи на гілці, а коли її побачать, то пікірують до неї. Вони гніздяться в дуплах або норах, зокрема в покинутих дуплах дятлів або в гніздах деревних термітів. У кладці від 2 до 7 білуватих яєць, їх насиджують і самиці, і самці. Пташенята покидають гніздо через 44 дні після вилуплення. За сезон може вилупитися два виводки.